# Bencecu de Jos, Timiș
Bencecu de Jos este un sat în comuna Pișchia din județul Timiș, Banat, România.

## Localizare
Bencecu de Jos se situează la circa 25 km nord-est de municipiul Timișoara, într-un cadru natural care vede râul Băcin trecând la sudul satului și Dealurile Lipovei care încep la nord. Cea mai importantă arteră, drumul național DN691 Timișoara - Lipova, trece la 5 km est de sat. La sud se învecinează cu Bencecu de Sus (2 km). Are haltă proprie la calea ferată Timișoara-Radna.

## Istorie

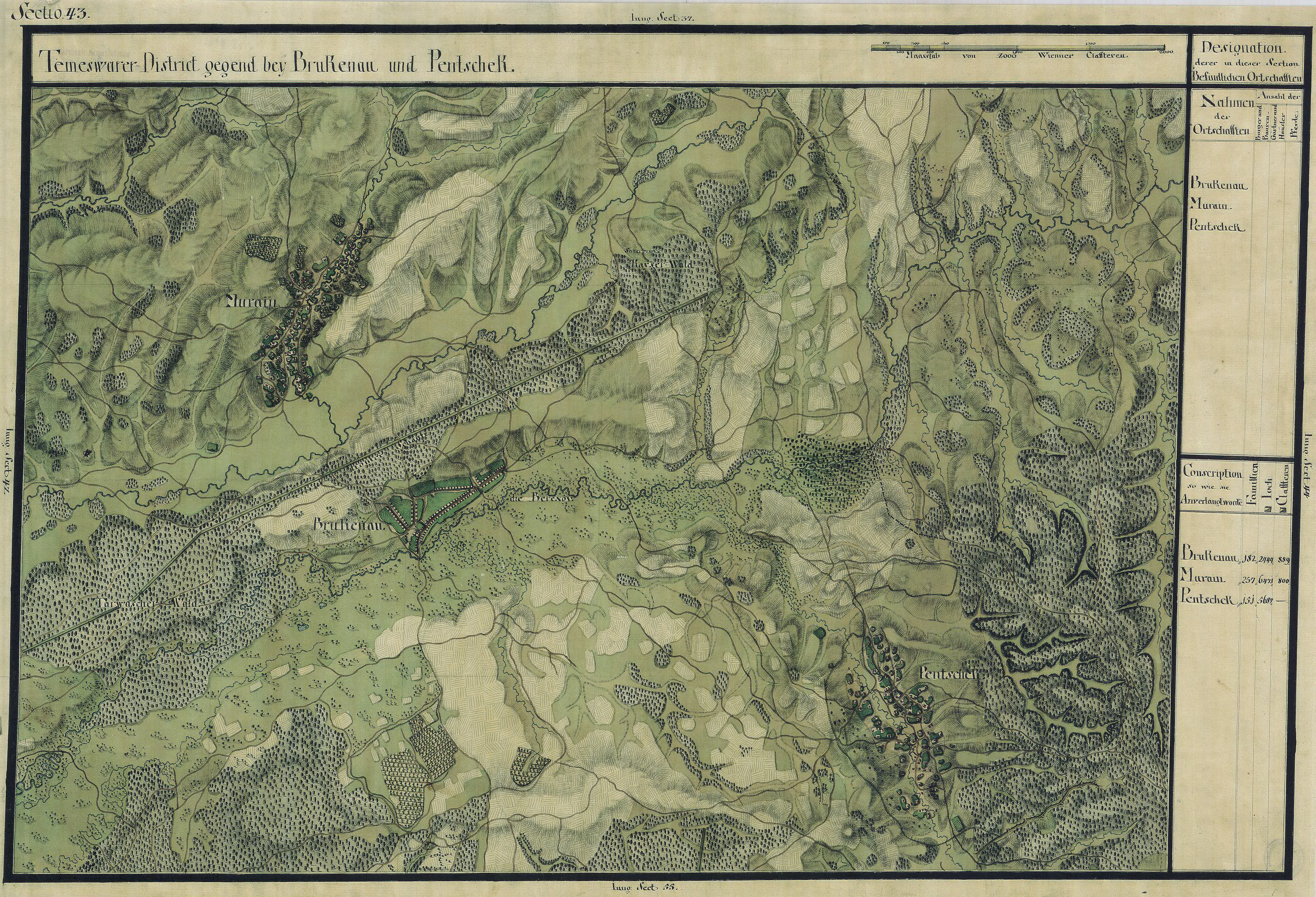
Bencecu de Jos în Harta Iosefină a Banatului, 1769-72

Vestigiile arheologice descoperite aici dovedesc prezența unui așezământ care datează din secolul III. Tot în apropiere trece și șanțul roman. Harta lui Cristof Winkler o amintește ca fiind locuită de români. În 1456 era proprietatea a lui Iancu de Hunedoara și, cel mai probabil, era majoritar sârbească. Ulterior a fost stăpânită de mari proprietari precum Ioan Griska, Matei Pann, frații Banffy, Sina și contele Wimpffen. A fost de-a lungul timpului locuită de români și de sârbi. S-a numit pe rând Wencze, apoi Benczekuta. Pe harta contelui Mercy din 1723 este notată cu numele de Bensekut. La 1794 au venit coloniști germani care au înființat la 1km distanță, Bencecu de Sus sau Bencecu German. Mai târziu au venit aici populații maghiare aduse de administrația maghiară. Până în 1968 a făcut parte din comuna Bencecu de Sus, apoi a fost arondată la comuna Pișchia.

## Personalități locale
Ionel Iacob-Bencei (n. 18.12.1940 - 26.01.2020) - umorist, epigramist, poet dialectal, realizatorul emisiunii radio in grai banatean ”Gura Satului”. Membru al Uniunii Scriitorilor din România.